# Distrikt Bukedea
Bukedea ist ein Distrikt (district) in Ost-Uganda.
Budaka grenzt im Norden und Westen an den Distrikt Kumi, im Osten an den Distrikt Bulambuli, im Südosten an die Distrikte Sironko und Mbale und im Süden an den Distrikt Pallisa. Die Hauptstadt des Distrikts ist Bukedea. Der Distrikt Bukedea hat 203.600 Einwohner und eine Fläche von 1050 Quadratkilometern.